# Солнечногорск-30

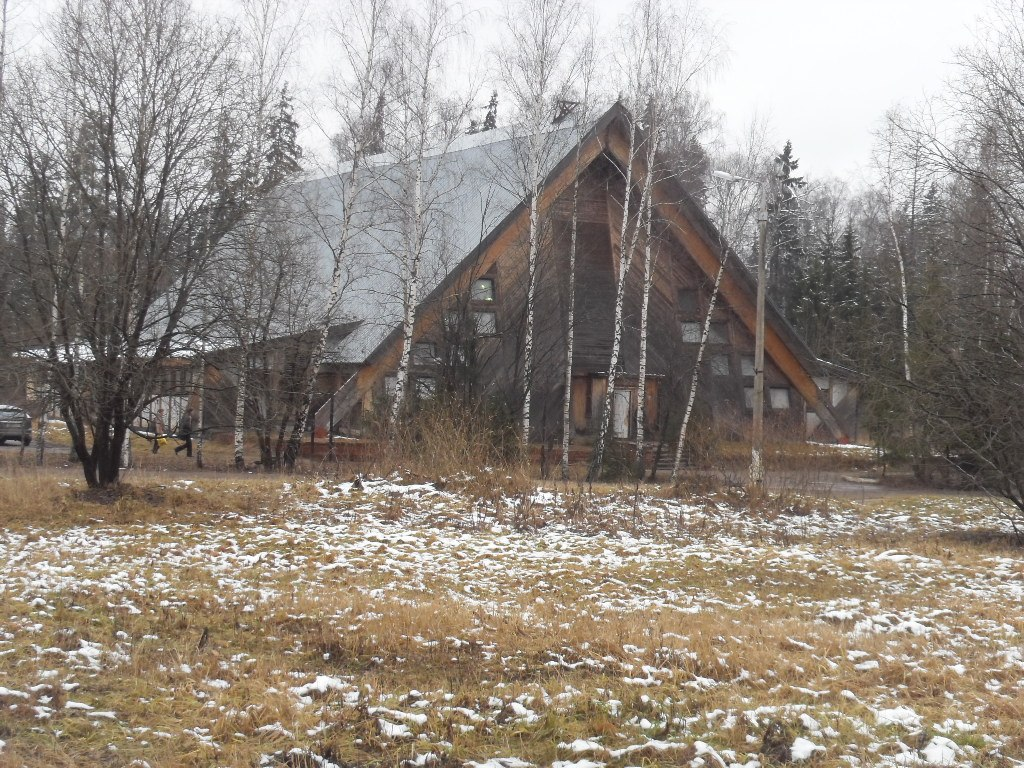
Физкультурно оздоровительный комплекс в Солнечногорск-30

Солнечногорск-30 — бывший военный городок в Московской области России. Генеральным планом городского округа Солнечногорск территория городка выделяется как иные зоны специального назначения. Переписью 2010 года население учитывалось в составе деревни Миронцево. Почтовый индекс идентифицирует адрес как 141530, микрорайон Миронцево, д. Миронцево, г. Солнечногорск, а название почтового отделения как Солнечногорск-30.

## География
Расположен на территории городского округа Солнечногорск, на западе примыкает к исторической части деревни Миронцево (в составе которого учитывалось население военного городка по переписи 2010 года).
Находится к северо-западу от Москвы (52 км от МКАД) на Клинско-Дмитровской гряде, на берегу реки Истра.
Ближайшие населённые пункты (к востоку): посёлок Лесное Озеро и деревня Маслово.
Ближайшая железнодорожная станция — Подсолнечная, Октябрьской железной дороги.
Автобус и маршрутное такси № 34.

## История
На территории военного городка находился архив, функционирование которого обеспечивала в/ч 68542. На территории военного городка действовал пропускной режим, посторонним попасть туда возможно лишь заказав заранее пропуск. Имелась вооружённая охрана.
С 16 января 2017 года распоряжением Правительства России от 16.01.2017 N 13-р «О внесении изменений в Перечень имеющих жилищный фонд закрытых военных городков Вооруженных Сил Российской Федерации и органов федеральной службы безопасности, УТВ. распоряжением Правительства Российской Федерации от 01.06.2000 N 752-р» исключён из перечня военных городков.

## Инфраструктура
- Заброшенная войсковая часть 68301 бывшего военный городка (в последующем реорганизована МЧС).
- Средняя общеобразовательная школа № 9
- Детский сад № 49 Лесная поляна
- Отделение почтовой связи № 141530
- Физкультурно оздоровительный комплекс
- клуб (дом офицеров).
- Пожарная часть.
- Мемориал Защитникам Отечества.

### Школа
Средняя общеобразовательная школа № 9 — принята в эксплуатацию 1 сентября 1998 года, а 27 октября 1999 года зарегистрирована Московской областной регистрационной палатой как муниципальное общеобразовательное учреждение Миронцевская средняя школа. 27 апреля 2001 года реорганизована в Государственное общеобразовательное учреждение Солнечногорскую общеобразовательную школу № 9, а 18 декабря 2006 года переименована в Федеральное государственное образовательное учреждение среднюю общеобразовательную школу № 9. После 2017 года — муниципальное бюджетное общеобразовательное учреждение средняя общеобразовательная школа № 9.